# Сринг
Сринг, Блул, Блур (арм. Սրինգ, Բլուլ, Բլուր) — армянский духовой музыкальный инструмент, разновидность продольной флейты-пикколо. Сринг может изготавливаться из трёх материалов: тростника, дерева или металла. Инструмент является традиционным для пастухов, но также применяется в быту для сопровождения танцев.
Сринг — это пастушья дудочка с нежным звуком, похожим на звук флейты. Он сделан из дерева, представляет собой полую палочку с утолщением с одной из сторон, содержащую несколько прорезанных отверстий.
Название «сринг» носит фригийское происхождение. Оно означает «свирель, флейта». Армяне также иногда используют этот термин для более общего названия духовых инструментов, однако чаще всего применяют его к флейте, дудке или свирели.
Сринг иногда также называется «блул». Эта продольная флейта является одним из наиболее характерных армянских музыкальных инструментов.

## Строение
Блул представляет собой продольный духовой инструмент с 7 боковыми отверстиями с лицевой стороны и 1 — с тыльной. Общая длина Блула 400—600 мм..